# マルチカム

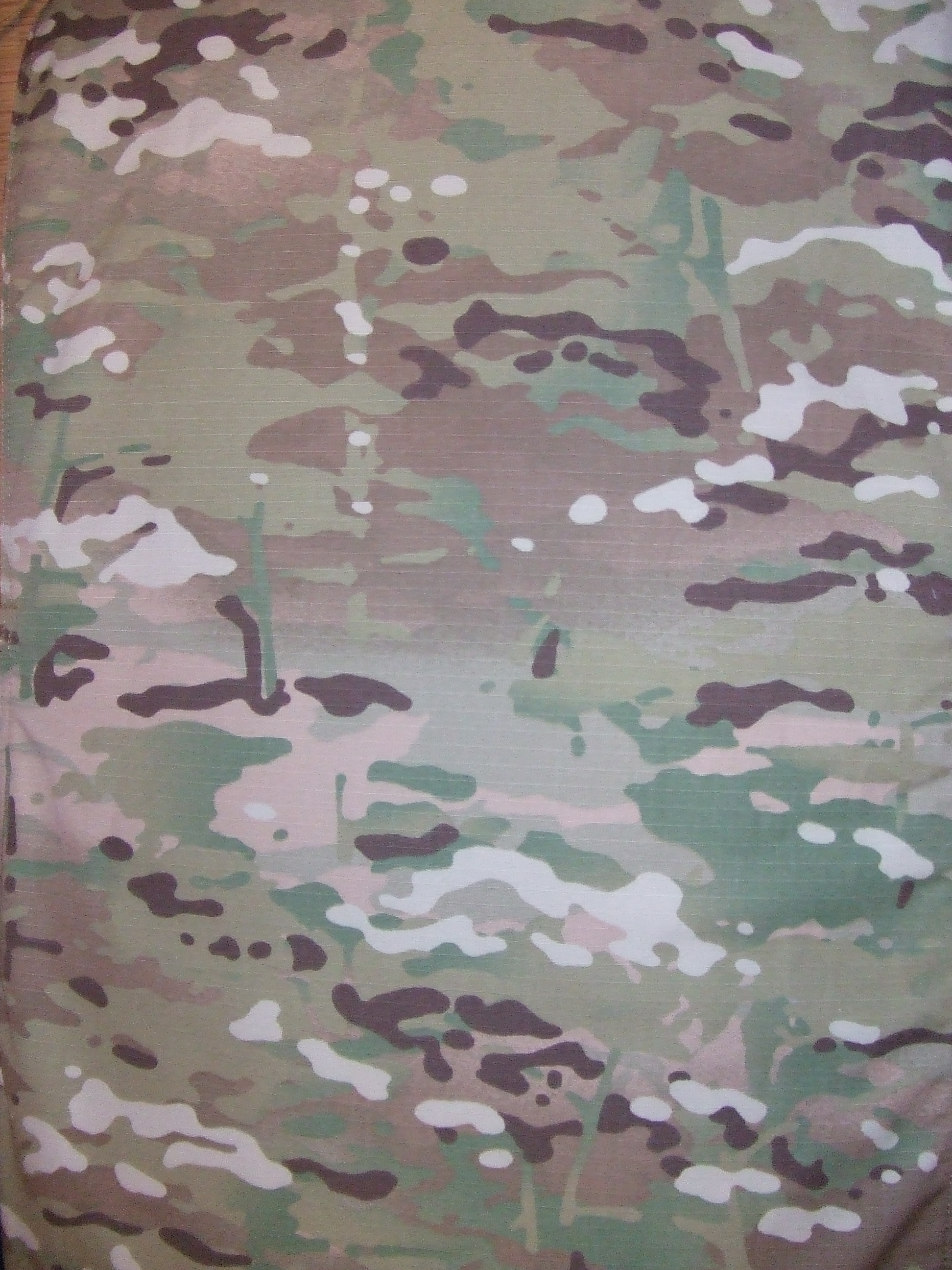
グラデーションを配する迷彩は珍しい（米軍採用型ではなく初期のもの）

マルチカム（MultiCam）はクライ・プレシジョン（Crye Precision）社によって開発された迷彩（カモフラージュ）パターンである。

## 概要
マルチカムは幅広い環境や条件で使用できるよう設計された高い汎用性を持つ迷彩パターンである。その汎用性の高さから多くの派生型が存在しており、無許可のコピー品も含めて世界中の軍隊や法執行機関で広く使用されている。また民間向けの販売も行われているため一般人でも入手・使用することが可能である。
2002年に初めて発表され、2002年～2004年に行われたアメリカ陸軍の戦闘服（ACU）用迷彩パターンの選定試験に参加したが、2004年にUCPが採用されたためアメリカ軍での本格的な採用は見送られた。その後は民間向けの販売が中心となり、公的機関ではアメリカ軍のフューチャー・フォース・ウォーリア計画や一部の特殊部隊、麻薬取締局のFASTなどで採用されるにとどまっていたが、UCPが現場の兵士たちから不評であったため2010年にアメリカ陸軍に色彩を改良したものがOEFCP（Operation Enduring Freedom Camouflage Pattern）として採用される。その後イギリス軍、オーストラリア軍、ポルトガル軍など各国での採用が進み、またウクライナでもロシアとの戦争中に本来の制式迷彩であるMM-14の不足からマルチカムの使用が確認されており、2025年に遂にマルチカムであるMM-25の採用が決定された。各国で制式でなくても特殊部隊で使用される例もある。

## 外観
マルチカムは基調色を茶色から明るいカーキ色とライムグリーンのグラデーションとし、斑点は緑と黄緑のグラデーションと明るいピンク色のものを均等に配している。これにより、見る角度によって緑にも見えたり茶色にも見えたりする上、斑点によって基調色が分断されて見える。垂直に配された斑点は草や木立、基調色のグラデーションは水平方向の模様を醸して裸地・草原・水面を偽装している。配色や模様のみならず、Crye Precision社純正の生地は可視光・赤外光の反射率や吸収率までが草原や土壌と同程度になるように作られており、その効果がCrye Precision社のサイトで公開されている。

## バリエーション
様々な派生型が存在しており、2013年11月25日にはCrye Precision社からマルチカムのバリエーションとして、砂漠環境向けの「アライド」、熱帯雨林向けの「トロピック」、積雪地域向けの「アルパイン」、そして高リスク環境下で活動する法執行機関向けに、迷彩効果ではなく示威やイメージ効果を目的として設計された「ブラック」の計4種類が発表された。その他にもイギリス陸軍が採用したMTP（Multi-Terrain Pattern）のように採用国の要求性能に合わせて調整されたタイプが数多く存在する。

## 参考画像

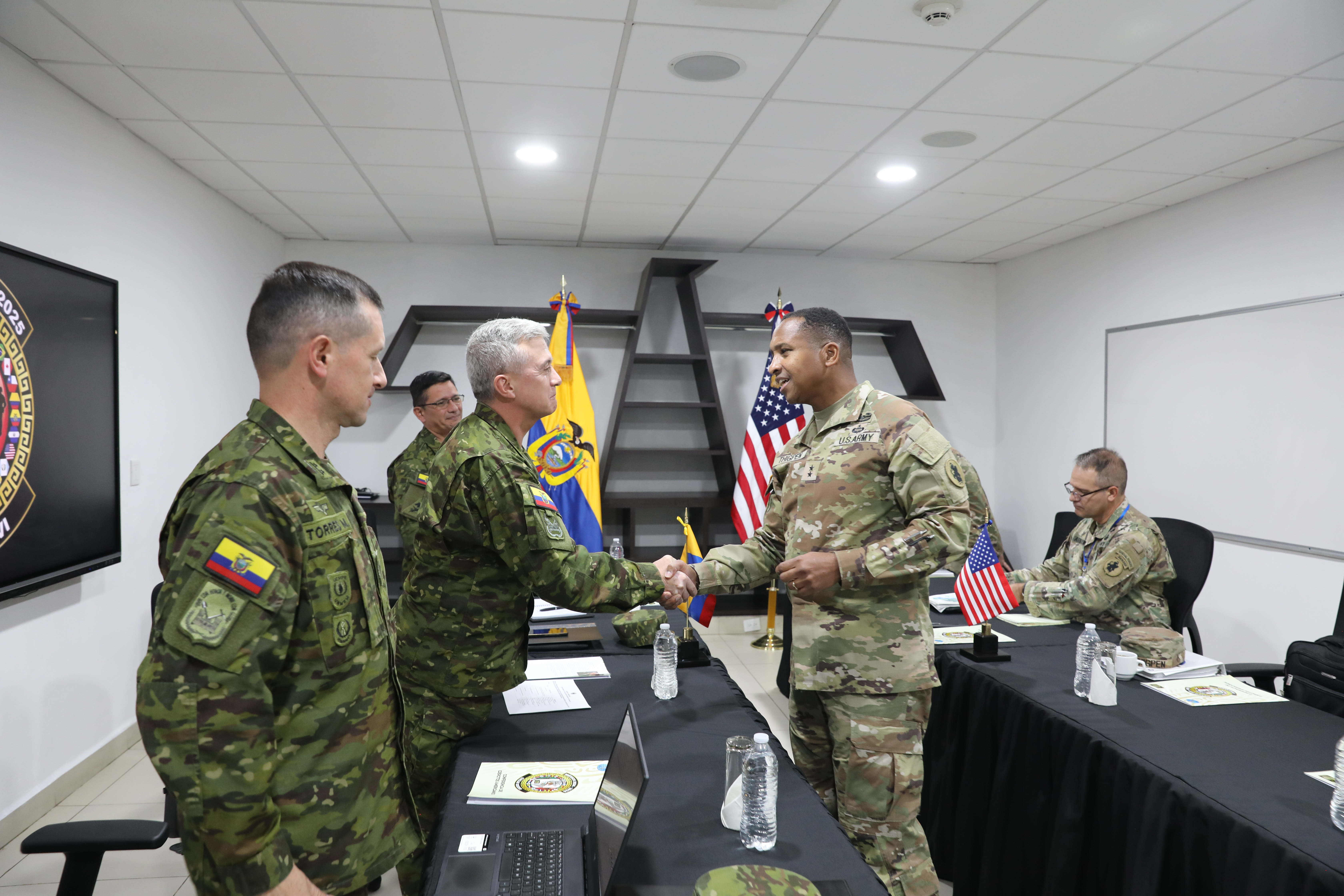
エクアドル陸軍とアメリカ陸軍
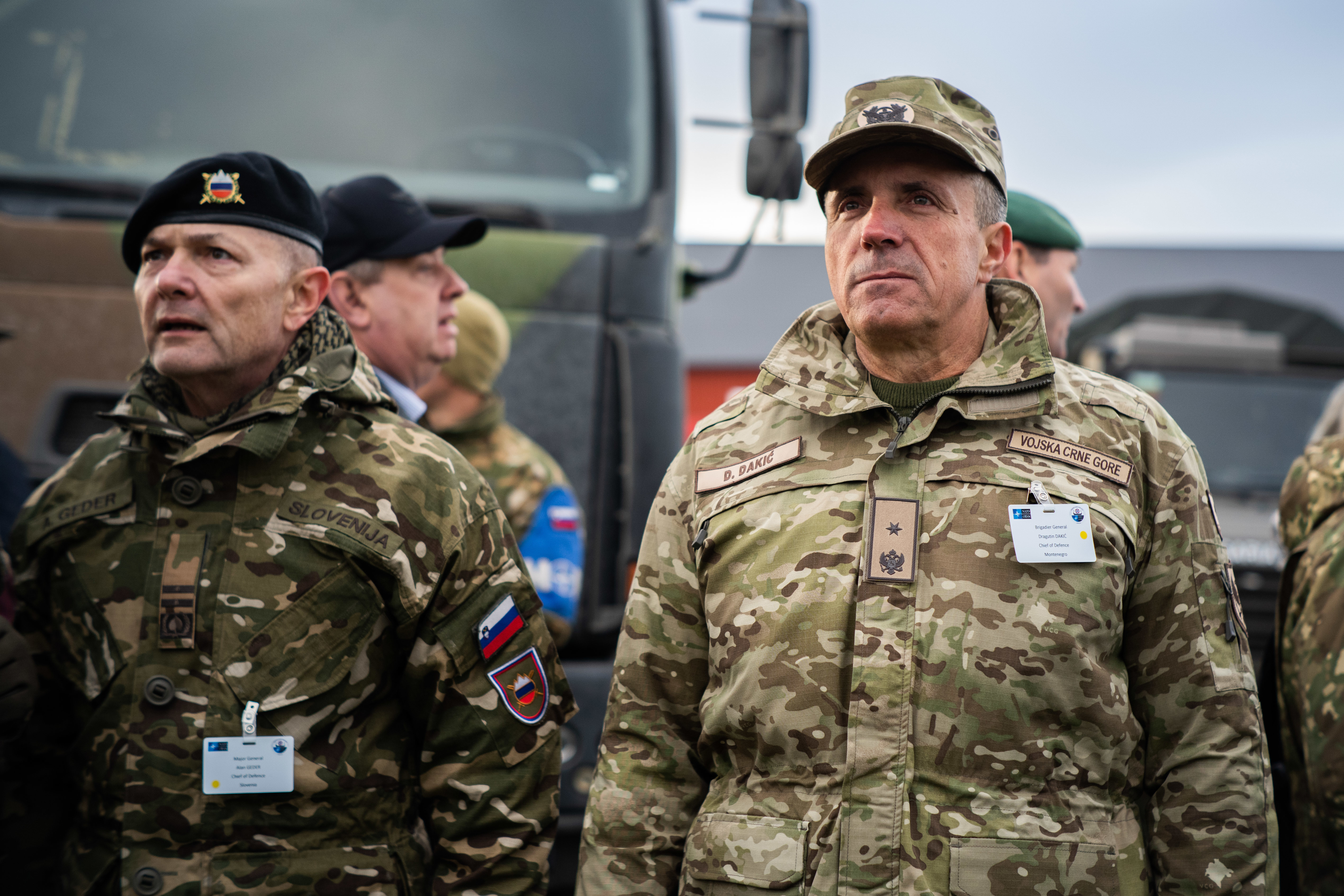
スロベニア軍とモンテネグロ軍
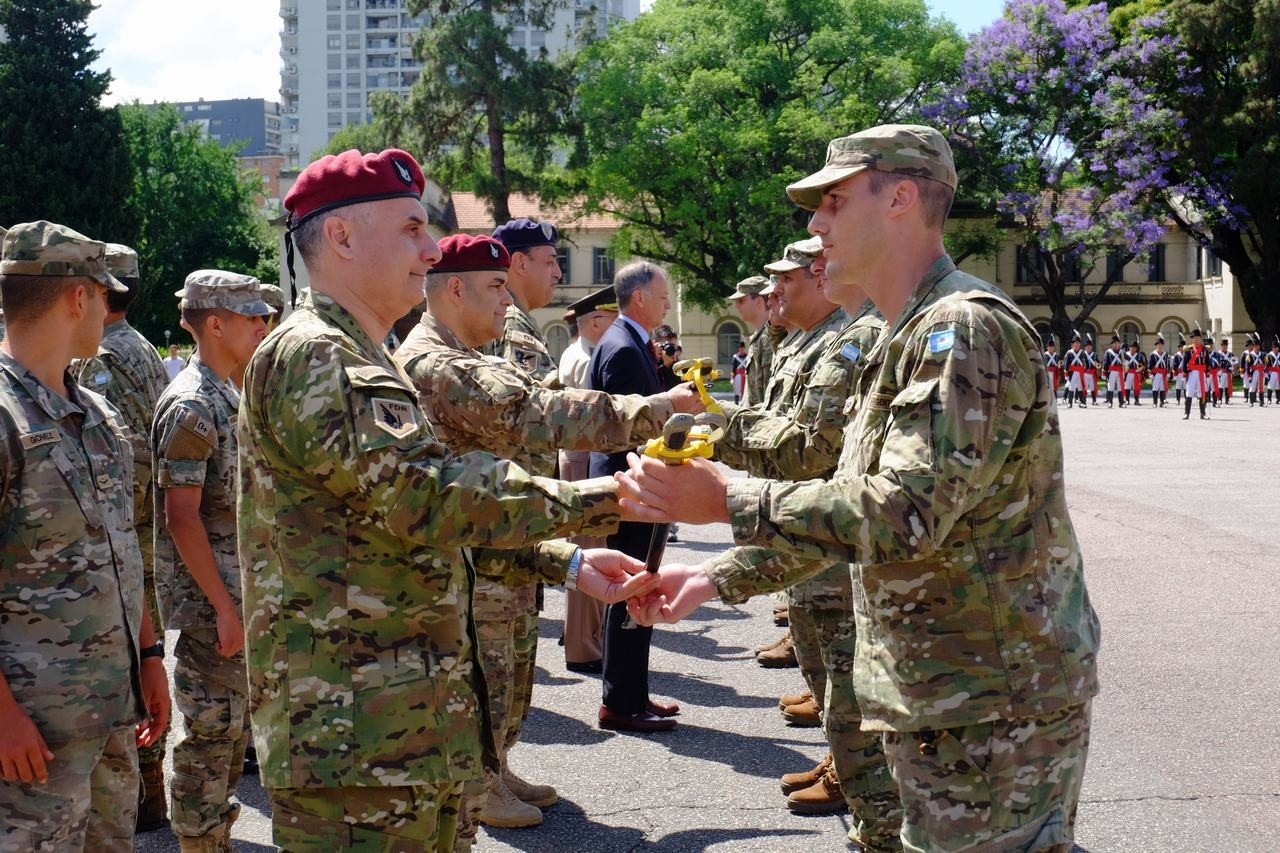
アルゼンチン陸軍
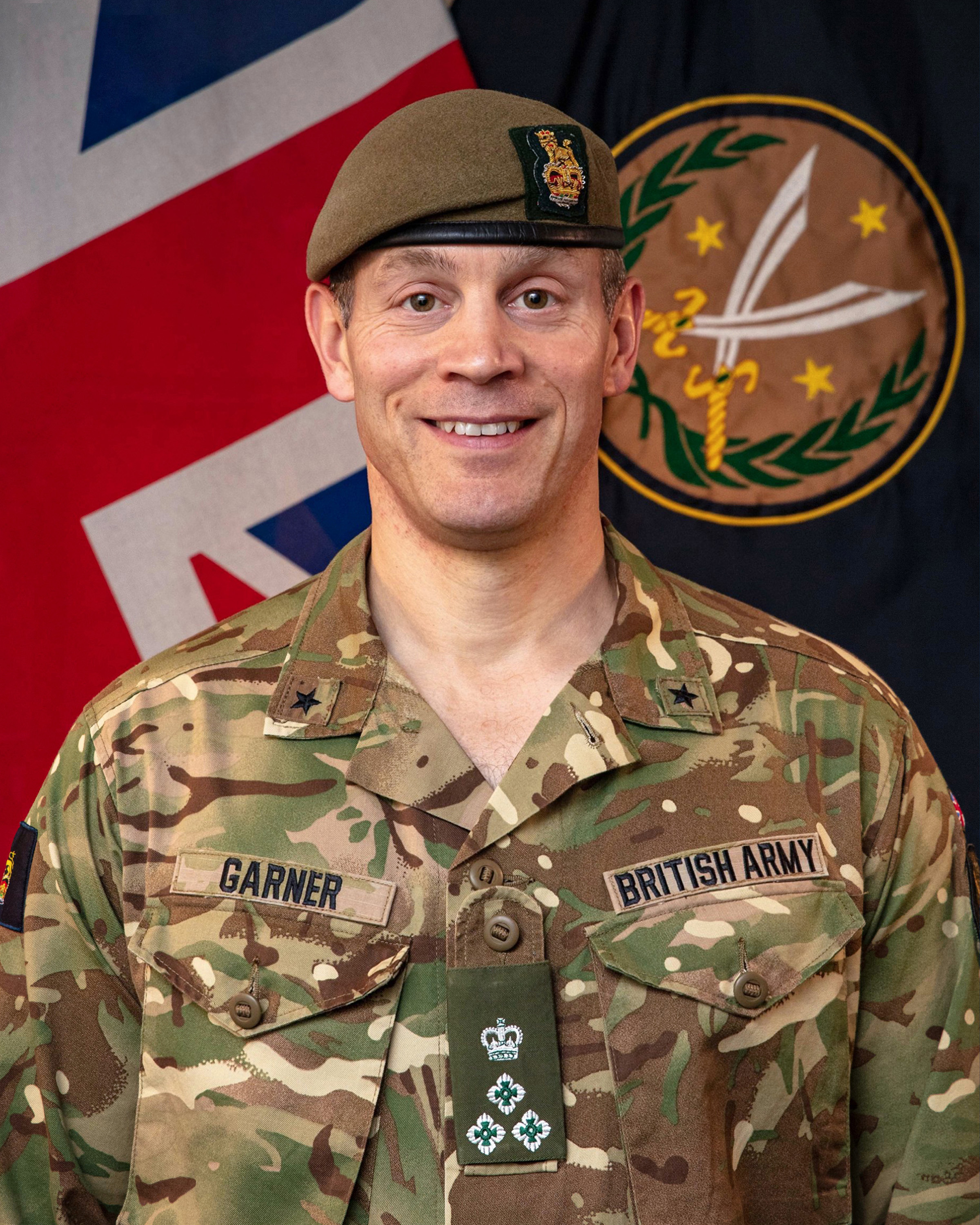
イギリス陸軍准将
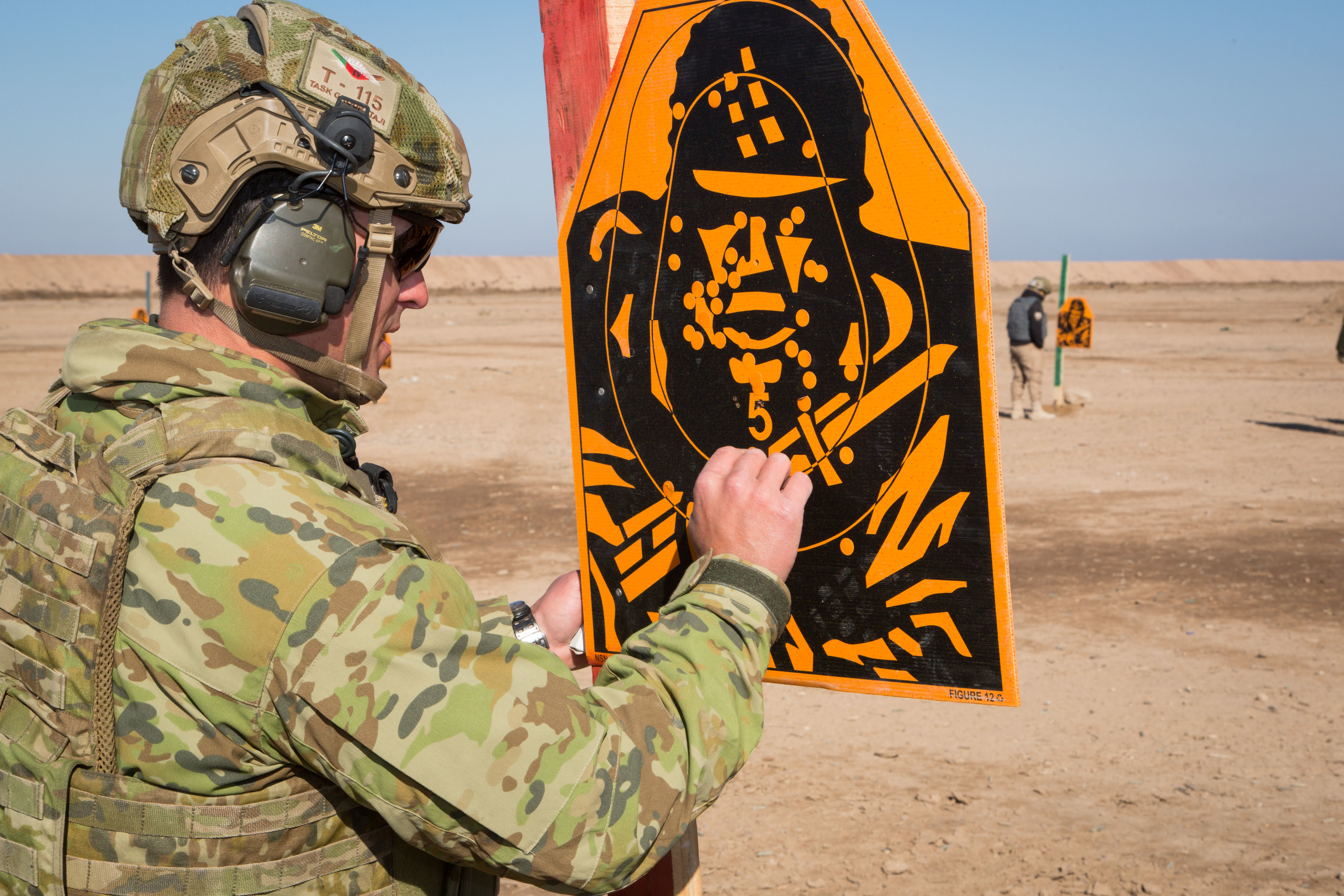
オーストラリア陸軍
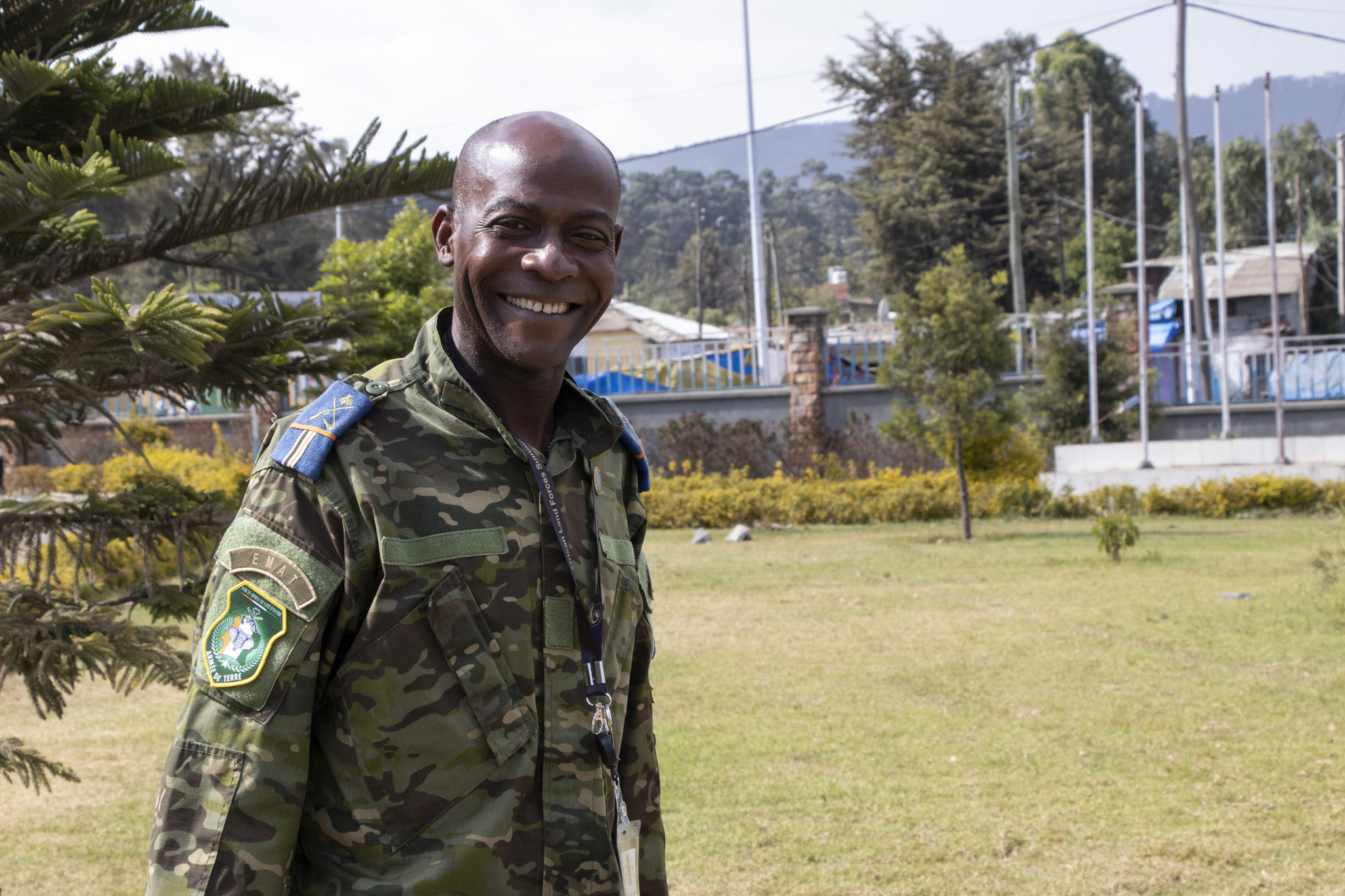
コートジボワール軍
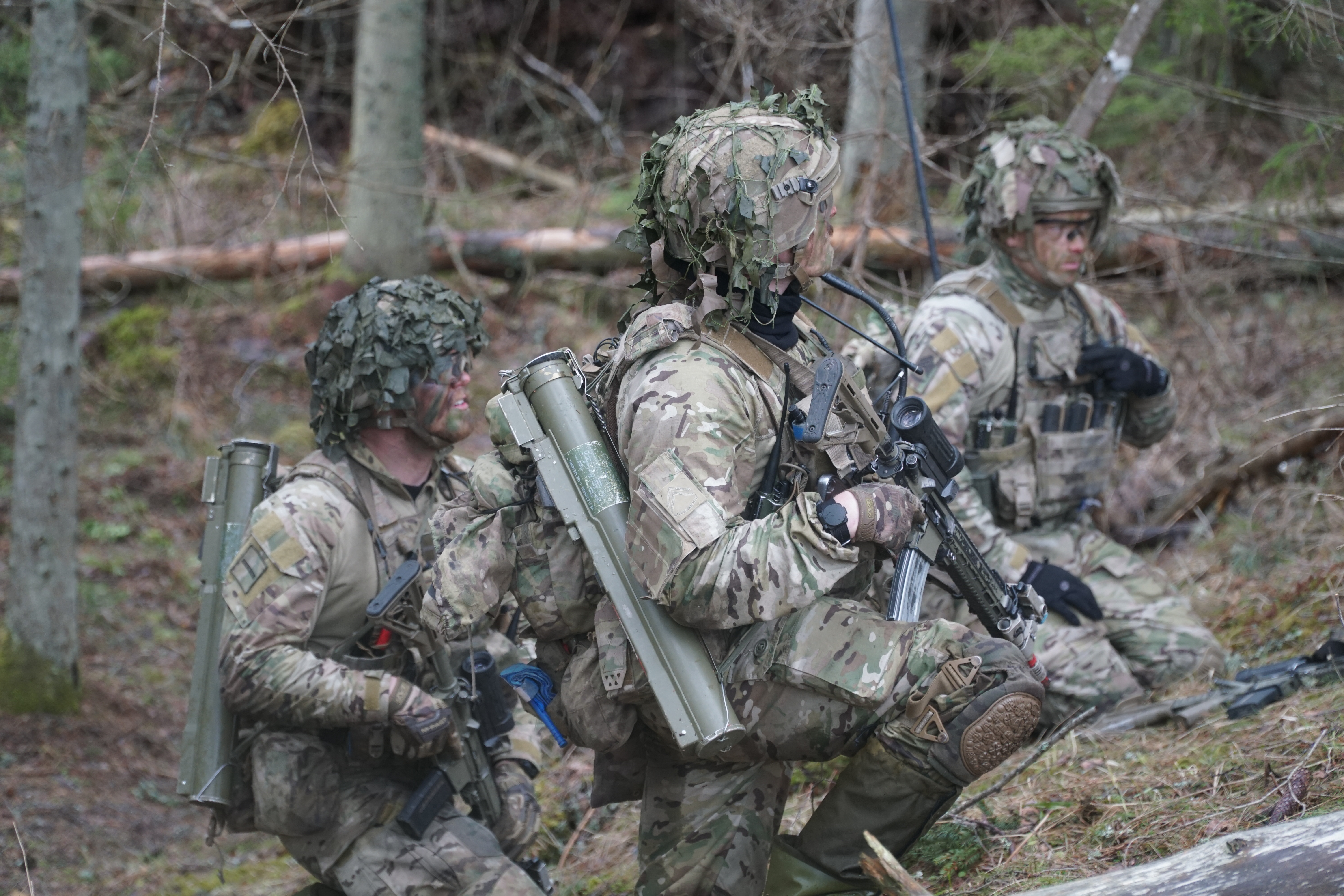
デンマーク陸軍
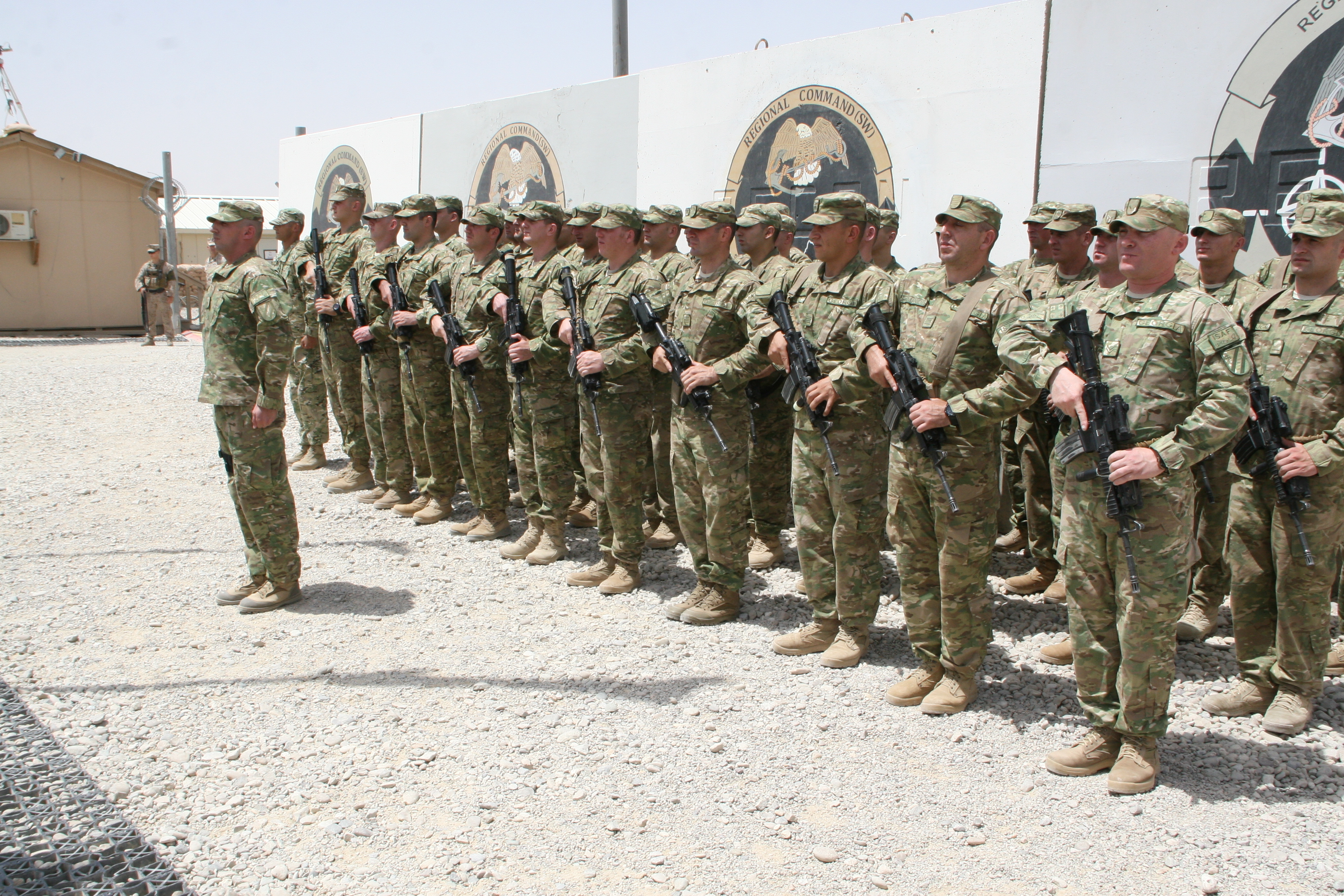
ジョージア陸軍
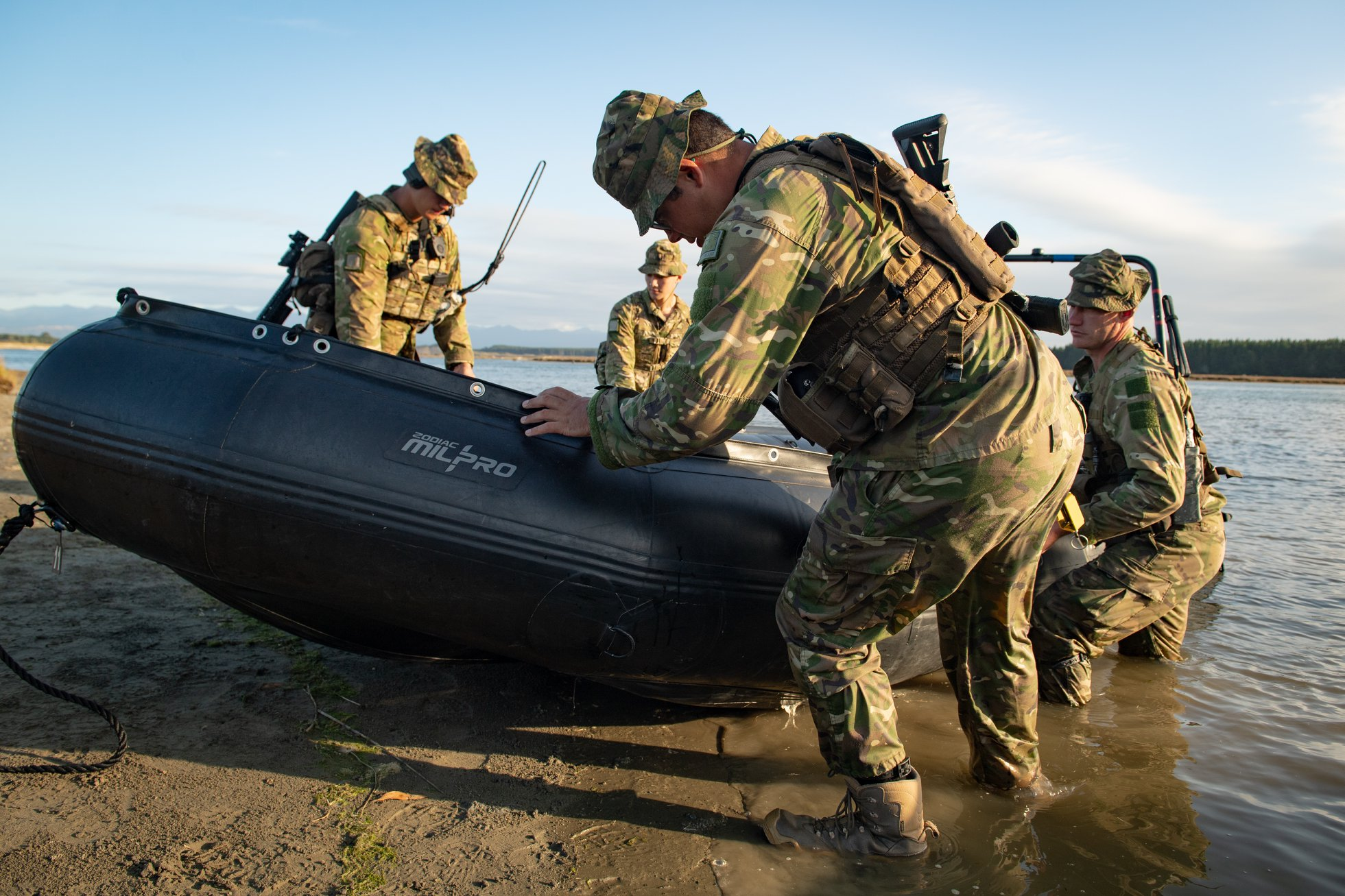
ニュージーランド陸軍